# Галилео Галилеј
Галилео Галилеј (итал. Galileo Galilei; Пиза, 15. фебруар 1564 — Фиренца, 8. јануар 1642) био је италијански астроном, физичар, математичар и филозоф, чија су истраживања поставила темеље модерној механици и физици. Рођен је у Пизи. Углавном је образован у манастиру Валомброза поред Фиренце, а на универзитету у Пизи студирао је од 1581. до 1585. године. Убрзо после тога, неко време је предавао на фирентинској Академији. На универзитету у Пизи је предавао математику од 1592. до 1610. Био је филозоф и математичар код великог тосканског војводе од 1610. па до краја свог живота.
У оквиру научне револуције одиграо је значајну улогу у развоју модерне науке. Унапредио је телескопске инструменте и систематски посматрао небо, што је за последицу имало откриће и анализу Јупитерових сателита, Сунчевих пега, Месечевих кратера и Млечног пута. Други велики Галилејев допринос је позитиван наставак истраживања Коперниковог хелиоцентричног система, нарочито открићем Венериних мена. Истраживао је такође законитости кретања тела, закон гравитације и зачео идеју принципа релативности. Због напретка у методологији научних експеримента и емпиријски утемељеног повезивања астрономије и космологије, Галилеја се договорно назива оцем модерне астрономије, оцем модерне физике, оцем науке и оцем модерне науке.
Изумом двогледа започео је плодно раздобље Галилејевих астрономских истраживања. Дошла су једно за другим значајна открића: Млечни пут показао се као огроман скуп звезда слабог сјаја; Месечева површина показала се избразданом долинама и бреговима; око Јупитера круже четири сателита (Галилејански месеци); Венера показује мене као и Месец (Венерине мене); на Сунчевој површини виде се пеге (Сунчеве пеге). Галилејева величина није у његовим изумима, иако се може сматрати највећим оптичаром свог доба, него у томе што је двоглед усмерио према небу. Прва своја астрономска открића објавио је 1610. у делу Весник звежђа (лат. Siderius nuncius). Залагање за Коперников систем, као једини тачан и истинит, довело је Галилеија у сукоб с црквеним учењем, па му је одлуком Инквизиције 1616. било забрањено учење да се Земља креће око Сунца и да је оно средиште света. Иако је обећао да ће одустати од свог уверења, није могао да подстакнут открићима до којих је дошао, одустане од научне истине, па је у својем делу Дијалог о два главна светска система, птолемејском и коперниковом … (итал. Dialogo sopra i due massimi sistemi del mondo, tolemaico e copernicano…, Фиренца, 1632) изложио хелиоцентрични систем. То је дело Католичка црква одмах оценила као херетичко. Галилејева доследност у изношењу и одбрани научне истине изазвала је оштру реакцију. У Риму, у просторијама инквизиције, одржан је процес против Галилеја (1633), који је тада био у седамдесетој години живота. У прогонству, лишен слободе и одвојен од света, под сталним надзором Инквизиције, довршио је своје највеће дело о механици започето још у падованском раздобљу Разговори и математички прикази два нова знања у механици (итал. Discorsi e dimonstrazioni matematiche intorno a due nuove scienze, Лејден, 1638), којим је ударио темеље класичној механици. У њему је изложио законе слободног пада, увео појам убрзања, обрадио кретање низ косину, водоравни хитац и тако даље. Тим делом увео је Галилеј експериментални метод истраживања и математичко формулисање експериментом утврђених законитости, те тиме положио темеље модерној физици.
Након његове смрти црквене власти нису допустиле да му се подигне надгробни споменик. Тек 1737. положен је у заједнички гроб са својим учеником В. Вивијанијем и тада му је подигнут надгробни споменик, а 16. априла 1757. скинута је забрана с Галилејевих дела, у којима он заступа начело помичности Земље, насупрот геоцентричког система, који је бранила црква. Прво комплетно издање Галилејевих дела издано је у Фиренци (од 1842. до 1856) у 16 свезака.
Иако римокатолик и пионир Папинске академије наука (Accademia dei Lincei), а у младости склон идеји заређења, Галилео је инсистирањем на хелиоцентричном систему као исправној астрономској теорији ушао у полемичне сукобе с Црквом и другим астрономима због њихове тадашње привржености класичном геоцентричном систему, односно изостанку доказа за паралаксу звезда, али и Брахеовом систему истраживача који је властитим проналасцима конкурисао Галилејевим. Под сумњом за херезу и оптужбом за покушај поткопавања аристотелијанске филозофије природе и Библије, Римска инквизиција је 1615. године истражила Галилејев случај, потом по закључку забранила Галилеју да промовише хелиоцентрични систем, а његова истраживања уврстила је у попис забрањених дела. Након најпродаванијег дела из 1632. године Dialogo sopra i due massimi sistemi del mondo, у којем у облику дијалога између ученика и учитеља успоређује птоломејски и Коперников систем и имплицитно напада Папу Урбана VIII, против Галилеја је покренут процес који је довео до кућног притвора, где 1638. довршава Discorsi e dimostrazioni matematiche, intorno à due nuove scienze, субверзивно дело у романистичком дијалогу, које касније постаје темељ кинематике. Тек године 1992. Папа Јован Павле II службено је установио погрешку Римске инквизиције, затражио опрост и том приликом позвао друге на дијалог науке и вере по узору на Галилеја.

## Биографија

### Образовање (1564—1589)
Галилео Галилеј је рођен у граду Пизи у Италији као прво од шесторо деце Винценза Галилеја, познатог свирача лутње и теоретичара музике, и добростојеће Јулије Аманати. Кад је имао осам година породица се преселила у Фиренцу и на две године су оставили Галилеја код Музија Тебалдија, који му је омогућио школовање у Пизи након неуспеле пријаве за тосканску школу. Две године касније састаје се с породицом и наставља учење најприје под оцем Винцензом и тутором Јакопом Боргинијем, а потом изван Фиренце у самостану Санта Марија ди Валомброса до четрнаесте године.
Следећи оца, Галилео је за раног доба учен свирању и музичкој теорији, што је вероватно био један од извора математичко-експерименталног приступа истраживањима и скептицизма. Учење у самостану навело га је на озбиљно разматрање свештенства, али је на наговор оца 1580. отишао да студира медицину на универзитету у Пизи. Мотив су били част и финансијска сигурност, али је Галилеја више интересовала математика и три је године касније напустио медицину, да би 1585. дошао и до свог првог математичког открића: изохронизма клатна. Након студија медицине приватно предаје у Фиренци и Сијени, потом од 1589. на универзитету у Пизи.

### Универзитет у Пизи (1589—1592)
Галилејев пријатељ и колега Гуидобалдо Дел Монте, омогућио му је напредак у каријери препоруком кардиналу Францеску Марији Дел Монте, који је потом преусмерио препоруку тосканском војводи Фердинанду I де' Медичи. Галилео је преузео катедру математике у Пизи. Спис De motu antiquiora је резултат Галилејевих истраживања која су поступно почела побијати Аристотелову природну филозофију. Галилео није имао сасвим јасне доказе, али је све више слутио неисправност старе теорије.
У том је раздобљу развијао практична решења за физичко-математичке проблеме попут инструмента за прецизно одређивање гравитације хидростатских тела. Галилео је од раног узраста морао да учествује у финансирању породице и млађег брата, а након смрти оца и удаје сестара, пао је у дугове, што га је оптерећивало. Мањак новца је вероватно био један од мотива за бављење изумима које би могао продати. Галилео је тиме стекао вредно знање и касније га применио у развоју својих астрономских проучавања.
Након истека уговора у Пизи, Гуидобалдо Дел Монте препоручио га је универзитету у Падови за преузимање упражњене катедре математике.

### Универзитет у Падови (1592—1610)
Падова, део религијски толерантније Млетачке републике, било је место Галилејевог раста занимања за физиком и астрономијом, а с тиме и даљњег удаљавања од аристотелијанске филозофије. Галилео је проширио своја предавања на физику и астрономију. Два тадашња члана млетачког сената на којима је учествовао, племића Гиованфранцеска Сареда и теолога, математичара и астронома Паола Сарпија искористио је за дијалошке ликове у Dialogo sopra i due massimi sistemi del mondo. Спис Trattato di meccaniche, изворно објављен 1634. у Паризу, потврђује његов рад на механици, кинематици и примењеној науци. С Маркантонијом Мазоленијем одржавао је практичну радионицу где је развијао и продавао инструменте, понајвише за војску.
Године 1604, астроном Иларио Алтобели приметио је супернову, касније познату као Кеплерова супернова, о чему је Галилео био обавештен. Кроз студије и предавања, Галилео је откриће супернове сматрао новим доказом против Аристотелове теорије непромењивог неба. Под псеудонимом Cecco Ronchetti објавио је Dialogo de Checo Ronchitti da Bruzene in Perpuosito de la stella Nuova као начин одбране од критицизма који је уследио. Надаље, Галилеј је појаву феномена супернове и пометњу међу народом уновчио стварањем властите астролошке карте, што је између осталога резултовало и тужбом, потом угушеном интервенцијом Сената Млетачке републике, да не доспе до Римске инквизиције. Галилео, међутим, није имао довољно чврсте доказе за хелиоцентризам, иако је био сигуран у њега, а квалитетније доказе није могао стећи без унапређења инструмената, што је, уз сарадњу других, потрајало до 1609. Представио је нови телескоп Млетачкој власти и добио одобрење за истраживања. Између 1609. и 1610. постигао је важне резултате по којима је данас познат: откриће великих Јупитерових сателита, анализа Месечевих кратера и Млечне стазе.

### Фиренца (1610—1614)
Галилео је астрономска открића из 1609. објавио у Фиренци у спису Сидереус Нунциус. С одобрењем истраживања настали су и проблеми. Антонио Магнини први је порекао Галилеове проналаске Јупитерових сателита након кориштења Галилеовог телескопа. Касније, међутим, када мења мишљење, утиче и на познатог астронома Христофора Клавијуса. Скептичан је био и Јохан Кеплер све док унапређењем телескопа није проверио Галилеове тврдње, након чега 1611. издаје спис у којем потврђује Галилеов рад. Галилео је упоредо почео објављивати истраживања о Сунчевим пегама, супротстављајући се Кристофu Шејнеру који је тврдио да пеге нису на Сунцу, него око њега. Шејнер је 1612. године о својим разматрањима објавио спис. Галилео одлази у Рим да представи своје проналаске пред Папом Павлом V, где је часно примљен. Међутим, Галилео није био свестан да је, упоредо с његовим деловањем, Црква покренула истрагу. Исте године, откривањем мена Венере и Меркура, Галилео је утврдио нужност хелиоцентричног система. Између 1612. и 1615. Галилео је написао четири позната коперниканска писма у којима шири и брани постулат хелиоцентричног система, а које је адресирао оцу Бенедету Кастелију, племићу Пјетру Динију и великој војвоткињи Кристини од Лорајнеа. Крајем 1614, доминиканац Томасо Качини пред Папом излаже колективну оптужбу против пробраних математичара, међу којима и против Галилеја, због подстицања коперниканске идеје која се супротставља Библији. Тужби за занемаривање геоцентричног система прилаже упитне наводе о Галилејевом оспоравању супстанцијалности Бога. Тиме је започела нова ера Галилеовог живота.

### Сукоб с Црквом (1614—1632)
Током истраге, теолог Паоло Антонио Фоскарини написао је текст о могућностима подударности хелиоцентричног система и Библије као подршку астрономским истраживањима. Међутим, кардинал Роберт Белармино, иначе члан инквизиције и током суђења Ђордану Бруну, реаговао је објавом да у случају сумње треба подржавати Библију, што је било уобичајено стајалиште тадашње римокатоличке Европе. Једна од последица била је привремено затварање Фоскаринија и забрана његовог писма. У међувремену је Галилео дошао у Рим да брани свој став. Године 1616, на Папин захтев о испољавању проблема хелиоцентризма, теолози доносе консензус о хелиоцентричном систему као апсурдном и херетичном. Потом, на захтев Папе по одлуци консензуса, кардинал Белармино лично Галилеу предаје захтев о одрицању става о хелиоцентризму и прекиду таквог истраживања. Постоји могућност да су информације у документу које су се користиле све до 1933. кривотворили доминиканци и теолози на штету Галилеа. Галилео је уживао повластице између кругова суђења, што се наставило све до краја његова живота, због чега је порастао притисак спољашњих теолошких кругова и тиме су се политички нарушиле Галилејеве могућности.
Године 1618, три су комета прошла поред Земље. Оразио Граси је истражио феномен и донео закључак о тачности Тихо Браховог система, у супротности с хелиоцентризмом. Галилео је преко ученика Марија Гуидучија узвратио у одбрану хелиоцентризма, на што је Граси реаговао нападом на коперниканизам. Галилео је потом наставио истраживање хелиоцентризма, поновно у маскирној романистичкој форми. Он је објавио 1623. Il Saggiatore, на одобрење Папинске академије наука, у којој уопштено поништава Грасијева истраживања, иако из погрешне хипотезе (да су комете биле илузија), али утврђује потребу надоградње инструмената и развитка експерименталних метода, уз остале детаље механике и примењене науке.

### Сукоб с Црквом (1632—1634)
Недуго касније, папинску столицу преузима Папа Урбан VIII, иначе наклон Галилеју. Године 1624, Галилео је у Риму пред Папом покушао скинути забрану истраживања хелиоцентризма, што му није пошло за руком. Стога је започео да пише дело којим ће разматрати однос геоцентричних и хелиоцентричних система без уношења властитих стајалишта, а које ће бити објављено 1632. као Dialogo Sopra i due massimi sistemi del mondo. Упркос општем признању дела, проширила се вест о забрани књиге на захтев Папе, заправо инквизиције. Галилео се 1633. поново појавио пред Папом. Испоставило се да су истрагу поново покренули доминиканци, које је овога пута представљао Винцензо Макулано, а који је у рукама имао наводни списак о Беларминијевој одлуци о Галилејевој забрани и одрицању хелиоцентризма. Постоји оправдана сумња да је документ био кривотворен. Белармини је Галилеју доставио један од докумената који одбацује хелиоцентрични систем, али не и службену забрану говора и рада, у складу с претходним договором који су доминиканци игнорисали. Галилео је, због властитих измена коперниканског система, држао одбрану позивањем на супротстављање Копернику, да би у наредним суђењима наглашеније оспоравао хелиоцентризам и на коначном суђењу, након инквизиторове претње казненим методама у случају лажи, закључио да подржава птоломејски систем, као што увек јесте. Да би избегао да буде мучен, или спаљен, Галилеј је морао на коленима испред католичког кардинала и инквизитора да изјави да се одриче свих „кривоверја” која је написао о томе да се Земља окреће око Сунца, а поред тога морао је обећати да ће сваког "кривоверника" кога упозна пријавити инквизицији. Следећег дана, 22. јуна, кардинал и инквизиција забранили су Галилејево дело о два система и осудили га на кућни притвор у Фиренци уз обавезно рецитовање псалма. Због наклоности многих људи унутар и изван Цркве, Галилео није доживио никакав конкретан облик мучења или понижења, ни током суђења, нити након њега.

### Последње године (1633—1642)
У кућном притвору, који је плаћала Црква, без забране посећивања породице и службеника или писмене комуникације, Галилео је неометано наставио истраживање и писање, што му је омогућило релативно нормалан живот. Из писама је видљиво да је презирао ситуацију у којој се налази, односно да се никада није заиста одрекао својих стајалишта. Узимајући речено у обзир, у реконструкцији сукоба Галилеа и Цркве Ђузепе Барети је тврдио да је Галилео по пресуди рекао „Eppur si muove!“ („Ипак се креће!“). Позната изјава пре је ствар легенде, неголи истине, и свакако је недоказива.
Године 1638, у Холандији је објавио велики трактат Discorsi e dimostrazioni matematiche intorno a due nuove scienze attinenti la mecanica e i moti locali, opus magnum својих математичко-физичких истраживања последњих 30 година, такође у облику разговора током четири дана, које редом разрађују механику материјала, кохезивност, динамику (закона кретања) и балистику. У развоју методологије послужио се Аристотеловим, Архимедовим и Платоновим решењима. Због досега тог дела назван је оцем модерне науке.
Након 1630. Галилеов вид почео је убрзано да слаби, а пред смрт је ослепио. Није, међутим, био усамљен, него окружен врло блиским особама. Фердинанд II де Медичи је намеравао да га сахрани у базилици Санта Кроче, поред гробнице оца и предака, те да у његову част подигне мраморни маузолеј. Црква се међутим противила, држећи да тако нешто није могуће, јер је Галилео оптужен за херезу. Консензус је постигнут сахраном у малој просторији поред унутрашње капелице. Пресељен је на првотно замишљену локацију 1737, након што му је подигнут споменик.

### Попис главних догађаја
- 1543 — Никола Коперник објављује  у којем приказује идеју хелиоцентризма.
- 1564 — Галилејево рођење у Пизи, Италија.
- 1573 — Тихо Брахе објављује De nova stella, дело у којем побија аристотелијанску теорију непромењивог свемира (небеса) изнад Месеца.
- 1576 — Ђузепе Молети, Галилејев претходник катедре математике на универзитету у Падови, извештава о феномену гравитације: независно од материјала, тела истог облика падају једнаком брзином.
- 1581 — Галилео започиње студије медицине у Пизи.
- 1582 — Остилио Ричи одржава предавања из математике које Галилео посећује, а која утичу на смер његових студија. Мења стајалиште о студијама медицине и посвећује се физици, математици и астрономији.
- 1585 — Галилео напушта Универзитет у Пизи и почиње да ради као приватни учитељ.
- 1586 — Надопуњујући Архимедове замисли својима, Галилео осмишљава хидростатичку равнотежу.
- 1588 — Оразио Граси објављује рад о кометиаа који утврђује Тихов систем.
- 1589 — Галилео се запошљава на катедри математике на Универзитету у Пизи.
- 1590 — Галилео делимично довршава необјављен рад о кретању De Motu.
- 1592 — Галилео се запошљава на катедри математике на Универзитету у Падови
- 1593 — Галилео осмишљава термометар. Истражује односе притиска и температуре.
- 1595 — Галилео унапређује балистичку геометрију и војни компас.
- 1597 — Галилео пише писмо Кеплеру у којем подржава коперников систем.
- 1600 — Галилеу се рађа прво ванбрачно дете, Виргинија. Објављује Le Meccaniche. Вилијам Гилберт објављује On the Magnet and Magnetic Bodies, and on That Great Magnet the Earth. Докази и аргументи подупиру коперникански систем.
- 1600. — Римска инквизиција осуђује Ђордана Бруна за херезу. Бруно је оспоравао Свето тројство и преображење, подржавао пантеизам и плуралитет светова. Осуђен је на смртну казну спаљивањем на ломачи. Члан суда био је Роберт Белармино, касније члан суда у случају Галилео.
- 1601 — Галилеу се рађа друго ванбрачно дете, Ливија.
- 1604 — Галилео рачуна положај Кеплерове супернове, подупире хелиоцентрични систем.
- 1606 — Галилеу се рађа треће ванбрачно дете, Винченцо.
- 1606. — Галилео објављује упутстава за употребу компаса.
- 1608 — Ханс Липерши осмишљава телескопски рефрактор.
- 1609 — На темељу описа Липершовог рада, Галилео осмишљава и надограђује властити телескоп. Кеплер објављује  у којем се налазе прва два Кеплерова закона. Показује да је коперникански модел тачнији од птоломејског. Томас Хариот ради нацрт Месечеве површине четири месеца пре Галилеовог мерења.
- 1610 — Галилео објављује Sidereus Nuncius, бележи Месечеву површину и четири велика Јупитерова сателита (месеца). Такође први детаљније проучава површину Марса. Мартин Хорки објављује Brevissima Peregrinatio Contra Nuncium Sidereum, трактат који се противи хелиоцентричном систему. Јохан Кеплер тражи од Галилеја примерак телескопа и сочива, али Галилео тврди да има само један и нема времена да направи нови.[40]
- 1610. — Галилео стиче доживотно место на катедри за математику на универзитету у Падови, односно као математичар и филозоф за Космија II, великог војводе од Тоскане.
- 1611 — Галилео открива Венерине мене. Среће се с Папом. Постаје члан Папинске академије наука.
- 1611. — Давид Фабрициус објављује Narration on Spots Observed on the Sun and their Apparent Rotation with the Sun нешто раније од Кристофа Шејнера и Галилеа.
- 1612 — Галилео предлаже употребу позиција Јупитерових месеца за поморско израчунавање земљописне дужине. Иако је предлог непрактичан, награђен је за њега.
- 1612. или 1613. – Франческо Сизи открива годишње промене Сунчевих пега. Галилео пише писмо о Сунчевим пегама.
- 1616 – Галилео прима службену опомену Цркве, да не сме говорити о хелиоцентричном систему, нити га истраживати. Црква Коперниково дело De revolutionibus orbium coelestium ставља на листу забрањених дела.
- 1616. — Галилео пише Расправу о таласима, дебату између Галилеа и Кеплера.
- 1617 — Галилео се сели у град Белосквардо, западно од Фиренце, где су заређене његове две кћери. Проучава звезду Мизар у констелацији Великог медведа.
- 1619 — Кеплер објављује Harmonices Mundi, у којем описује трећи Кеплеров закон.
- 1619. — Галилео објављује .
- 1621 — Мафео Барберини, Галилејев следбеник, постаје Папа Урбан VIII.
- 1623 — Галилео објављује .
- 1624 — Галилео посећује Папу и излаже своје радове, где је рад прихваћен и одобрен, те унапређује микроскоп.
- 1625 — Објављују се илустрације инсеката посматраних Галилејевим микроскопом.
- 1630 — Галилео довршава Dialogo sopra i due massimi sistemi del mondo, цензура Цркве одобрава објављивање дела.
- 1632 — Галилео објављује Dialogo sopra i due massimi sistemi del mondo, а доминиканци поновно туже Галилеа. Римска инквизиција покреће истрагу.
- 1633 — Галилео се одриче хелиоцентричног система. Римска инквизиција осуђује Галилеја због херезе на кућни притвор с ограниченом друштвеном комуникацијом. Црква ставља Dialogo sopra i due massimi sistemi del mondo на попис забрањених дела. Забрана Галилејевих дела укинута је 1718.[41]
- 1638 — Галилео објављује .
- 1642 — Галилео умире у Арцетрију, Италија.

## Научни рад

### Научна метода
Уместо Аристотелове квалитативне методе и филозофијског описивања Свемира, Галилео се у унапређивању спознаје служио математичким језиком и спроводио је експерименте темељене на природним законима. Најбољи пример разлике између резултата два принципа видљив је у мишљењу о Месецу и звездама. Аристотел и његови наследници сматрали су да су небеска тела савршено сферична и глатка на површини, док су Галилео и његови савременици установили обратно искључиво експериментима и израчунавањима, односно открићима. Галилео је у својим разматрањима такође поставио данас раширен захтев непрестаног тражења узрока. Тако је концептуална филозофијска анализа феномена кроз језик пресељена у материјалистичку анализу феномена кроз експерименте. Пројект ЦЕРН савремени је пример таквог захтева. Галилео је методу експеримената наследио од свог оца музичког теоретичара, пионира математичког експериментисања, наследника питагорејског поимања. Уопштено, Галилео припада картезијанској традицији схватања свемира као геометријски израчунљивог и математичким језиком изразивог у облику природних закона (у Il Saggiatore пише о математици као језику на којем је написана књига природе). Галилео је, надаље, мењао мишљење зависно о променама у резултатима, те допринео одвајању науке од филозофије и религије. Стандардизирао је услове експериментисања и служио се методом независних истраживања, што представља индуктиван приступ решавању проблема. Апстрактна математика остварује се у природним феноменима, а природни феномени престају бити догматизовани: два темељна аспекта научне методе чине чулно (емпиријско) искуство и експеримент. Свезом чулног искуства и експеримента Галилео и савременици оповргнули су Аристотелову методу, односно аристотелијанску праксу присутну до тада. Повезивање математике и природне филозофије тада је значило расправу широких размера, која до данас није сасвим разрешена.

### Инструменти
Галилео је био изумитељ. На осмишљавање и надоградњу алата и инструмената подстицала га је потреба за тачнијим мерењима и зарадом новца:
- Између 1595. и 1598. развио је геометријски војни компас темељен на претходним изумима Никола Тартаље и Гвидобала дел Монтеа. Био је погодан за артиљеријске и метролошке примене, те конструкције и мерења полигона.
- 1593. развија термометар зависан од притиска и температуре. Ваздух се ширио или сужавао и тиме куглицу на води помицао горе или доле уз мерну скалу.
- 1609. Галилејев најзначајнији рад је надоградња телескопа (механизма, сочива, микрометра), изворно. Захваљујући томе омогућио је тачнија посматрања и боља мерења, те је постао пионир посматрања планета, нпр. Марса. Године 1610, послужио се микроскопом да би анализирао инсекте. Најкасније до 1624. Галилео се служио микроскопом. Илустрације микроскопских проналазака објављење 1625. сматрају се првим забележеним изучавањима помоћу микроскопа.
- Галилео је израдио посебан астролаб за мерење углова (giovilabio) и хелиоскоп с пројекцијом на папир да избегне оштећење ока.
- Галилео је израдио клатно за мерење интервала. У задњој је години живота понудио механизам за мерење времена, али је другачији облик постао универзални део механизма сата.
- 1612. након опсервације Јупитера предложио је за критеријум универзалног сата орбитална кретања Јупитерових сателита. Методу је успешно употребио 1681. Ђовани Доменико Касини и користила се за посматрање земљине површине.

### Падајуће тело
Још у 6. веку Џон Филипонио оспоравао је Аристотелову теорију двоструког кретања. С обзиром на супстанцијалност, Аристотел је утврдио кретање материје према доле, ако су им основа вода и земља, односно према горе, ако су им основа ватра и ваздух, као и космичку поделу на саблунарно и супралунарно подручје, у којем владају различити закони. Тек је Галилео експерименталним истраживањима могао дати поуздан темељ другој теорији, коју је у суштини засновао на Архимедовим законима. Да би надишао Аристотелову тврдњу, морао је осмислити начин мерења тела у простору и времену. То је довело до успоставе класичног дијаграма убрзања, односно односа брзине и времена. Упоређујући мерења кретања на Земљи и на небу, Галилео је схватио да се ради о јединственим природним законима. На темељу тога наставио је да проналази механичке и кинематичке законе.
Галилеу се приписује експеримент у којем с врха Универзитета у Пизи баца два тела различите тежине и установљује истоветност брзине. Ако се експеримент заиста догодио, што је упитно, пре њега учинио је то Симон Стевин с Делфт торња 1586. Dоказ је побио Аристотелову тврдњу о бржем паду тежег тела. Галилео је посматрајући експерименте с косином установио (наслутио) закон инерције којег касније Њутн уграђује у темељни закон кретања. Тиме је оспорио Аристотелову тврдњу о природно успоравајућем телу. Надаље, мерећи пад тела под различитим углом косине установио је брзину гравитације од 9,82 m/s2. Посматрајући упоредне падове, Галилео је установио закон очувања механичке енергије, али појам енергије тада још није био развијен.

### Клатно и хидростатска равнотежа
Године 1583, Галилео је установио изофронизам клатна ниских осцилација. Установио је да време осцилације неповезано с амплитудом, а да је оно зависно од дужине нити на којој се њишући објект налази: {\displaystyle T=2\pi {\sqrt {\frac {l}{g}}}}
Године 1586, Галилео је довршио формулу за хидростатску равнотежу Архимедовог принципа, а рад објавио под насловом La Bilancetta. Тиме се могућује одређење специфичне тежине с обзиром на воду. У делу се могу пронаћи табличне вредности за 30 различитих материјала, а њихове вредности упоредиве су са савременим резултатима.

### Астрономија
Следећи описе Ханса Липершеја, Галилео је конструисао телескоп с повећањем од три пута, а до краја свог живота успео је постићи и повећање од тридесет пута. Године 1609, венецијанском дужду је први пута приказао могућности телескопа. Након тога, почео је на њима и зарађивати продајом примерака. Своја је прва истраживања објавио у делу Sidereus Nuncius.
Године 1604, На темељу Кеплерове супернове Галилео је посматрањем уочио непостојаност диурналне Паралаксе, што га је навело да закључи да се ради о далекој звезди. Ако је Кеплерова супернова далека звезда, то потврђује да Аристотелова теорија непромењивих небеса не стоји. Галилео је за то био жестоко нападнут те ушао у неколико писмених полемика.
Године 1610, Галилео је уочио Јупитерове сателите, које је најпре држао непомичнима, да би даљњим дневним посматрањем уочио промењивост положаја, односно кружење око Јупитера. Назвао их је Медичејским звездама. Касније су, у част Галилеу, преименоване у Галилејеви сателити. Галилејево откриће небеских тела која круже око Јупитера срушиле су Аристотелову тезу о Земљи као телу око којег круже сва небеска тела, што је изазвало нови талас оспоравања. Након што је његова проматрања потврдио Кристофер Кавиус, Галилео је у Риму 1611. дочекан са свим почастима. Исте године, посматрао је Марс, Сатурн, Венеру и Нептун. На темељу уочавања мена Венере потврдио је хелиоцентрични систем који је предвидео Коперник. Након објаве Галилејевих истраживања, многи астрономи оног времена окренули су се хелиогеоцентричним теоријама попут оне Тиха Браха, а које су настојале потврдити Галилејева истраживања с темељном премисом геоцентричности. Галилео је први уочио Сатурнове прстене, али није био сигуран шта су и није их установио као прстене. Нептун није имао прилике дуго посматрати. Пронашао је релативне удаљености, али није схватио да се ради о планети.
- Истраживањем Сунчевих пега додатно је отежало одржање Аристотелове теорије непромењивих небеса. Галилео, Франческо Сизи и други током 1612. и 1613. установили су промењивост пега, што је тим више потврдило апсурдност геоцентричног и геохелиоцентричног система.
- Мање позната чињеница је да је Галилео је био учен у уметности, а посебно је био заинтересован за технику светлости и сенке. Познавање ефекта те технике омогућило му је да приликом посматрања Месеца закључи да стеновити прелази имају топографска значења, па је започео и прорачуне висина и дубина кратера. Било је то снажан аргумент против Аристотелове теорије савршено обликованих небеских тела глатке површине.
- Галилео је установио да оно што се тада људима чинило као скуп облака, заправо је била Млечна стаза, збир звезда толико згуснут да је наликовао облаку. Након студија о пегама установио је да су и звезде и планете облог облика. Галилео је у прорачунима величина звезда погрешио, али су његови пропусти били знатно мањи и реалнији од других истраживача. Он је уклонио неке теорије о величинама звезда, попут Брахове о апсурдности величина звезда, по којој се не би уочавала годишња паралакса.[61][62][63]

### Објављена дела
- 1644 — La bilancetta, Баланс
- 1599 — Le mecaniche, Механика
- 1606 — Le operazioni del compasso geometrico et militare, Операције геометријских и војних компаса
- 1610 — Sidereus Nuncius, Звездани гласник
- 1612 — Discorso intorno alle cose che stanno in su l'acqua, Дискурз о телима која остају на води
- 1613 —
- 1614 —
- 1615 —
- 1615. —
- 1619 —
- 1623 —
- 1632 — Dialogo sopra i due massimi sistemi del mondo, Дијалог о два највећа система света
- 1638 —
- 1640 —
- 1656 —
- 2009 —

### По Галилеју
- Galileo Galilei на сајту Пројекат Гутенберг (језик: енглески)
- Galileo на сајту Internet Archive (језик: енглески)
- Galilei Galileo на сајту LibriVox (језик: енглески)

### О Галилеју
- Feather & Hammer Drop on Moon на веб-сајту

#### Биографија
- Animated Hero Classics: Galileo (1997) на веб-сајту  (језик: енглески)
- O'Connor, John J.; Robertson, Edmund F. „Галилео Галилеј”. MacTutor History of Mathematics archive. University of St Andrews.

#### Галилео и црква
- "The End of the Myth of Galileo Galilei" by Atila Sinke Guimarães